# Honda Indy Edmonton de 2011
O Honda Indy Edmonton de 2011 foi a décima corrida da temporada de 2011 da IndyCar Series. A corrida foi disputada no dia 24 de julho no circuito montado no Edmonton City Centre Airport, localizado na cidade de Edmonton, Alberta. O vencedor foi o australiano Will Power, da equipe Team Penske.

## Pilotos e Equipes
| Nº | Piloto                 | Equipe                       | Chassis | Motor | Pneu |
| -- | ---------------------- | ---------------------------- | ------- | ----- | ---- |
| 2  | Oriol Servià           | Newman/Haas Racing           | Dallara | Honda | F    |
| 3  | Hélio Castroneves      | Team Penske                  | Dallara | Honda | F    |
| 4  | J. R. Hildebrand (R)   | Panther Racing               | Dallara | Honda | F    |
| 5  | Takuma Sato            | KV Racing Technology - Lotus | Dallara | Honda | F    |
| 6  | Ryan Briscoe           | Team Penske                  | Dallara | Honda | F    |
| 06 | James Hinchcliffe (R)  | Newman/Haas Racing           | Dallara | Honda | F    |
| 7  | Danica Patrick         | Andretti Autosport           | Dallara | Honda | F    |
| 8  | Paul Tracy             | Dragon Racing                | Dallara | Honda | F    |
| 9  | Scott Dixon            | Chip Ganassi Racing          | Dallara | Honda | F    |
| 10 | Dario Franchitti       | Chip Ganassi Racing          | Dallara | Honda | F    |
| 12 | Will Power             | Team Penske                  | Dallara | Honda | F    |
| 14 | Vitor Meira            | A. J. Foyt Enterprises       | Dallara | Honda | F    |
| 18 | James Jakes (R)        | Dale Coyne Racing            | Dallara | Honda | F    |
| 19 | Sebastien Bourdais     | Dale Coyne Racing            | Dallara | Honda | F    |
| 22 | Justin Wilson          | Dreyer & Reinbold Racing     | Dallara | Honda | F    |
| 24 | Ana Beatriz (R)        | Dreyer & Reinbold Racing     | Dallara | Honda | F    |
| 26 | Marco Andretti         | Andretti Autosport           | Dallara | Honda | F    |
| 27 | Mike Conway            | Andretti Autosport           | Dallara | Honda | F    |
| 28 | Ryan Hunter-Reay       | Andretti Autosport           | Dallara | Honda | F    |
| 34 | Sebastian Saavedra (R) | Conquest Racing              | Dallara | Honda | F    |
| 38 | Graham Rahal           | Chip Ganassi Racing          | Dallara | Honda | F    |
| 59 | E. J. Viso             | KV Racing Technology - Lotus | Dallara | Honda | F    |
| 77 | Alex Tagliani          | Sam Schmidt Motorsports      | Dallara | Honda | F    |
| 78 | Simona de Silvestro    | HVM Racing                   | Dallara | Honda | F    |
| 82 | Tony Kanaan            | KV Racing Technology - Lotus | Dallara | Honda | F    |
| 83 | Charlie Kimball (R)    | Chip Ganassi Racing          | Dallara | Honda | F    |

- (R) - Rookie

## Resultados

### Treino classificatório
| Pos. | Nº | Piloto                 | Equipe                       | Q1        | Q1        | Q2        | Q3        |
| Pos. | Nº | Piloto                 | Equipe                       | Grupo 1   | Grupo 2   | Q2        | Q3        |
| ---- | -- | ---------------------- | ---------------------------- | --------- | --------- | --------- | --------- |
| 1    | 5  | Takuma Sato            | KV Racing Technology - Lotus |           | 1:18.1544 | 1:18.5616 | 1:18.5165 |
| 2    | 12 | Will Power             | Team Penske                  | 1:18.1963 |           | 1:18.1481 | 1:18.5674 |
| 3    | 9  | Scott Dixon            | Chip Ganassi Racing          |           | 1:18.4007 | 1:18.3534 | 1:18.6442 |
| 4    | 10 | Dario Franchitti       | Chip Ganassi Racing          |           | 1:18.3894 | 1:18.3382 | 1:18.6628 |
| 5    | 59 | E. J. Viso             | KV Racing Technology - Lotus |           | 1:18.5848 | 1:18.6010 | 1:18.7383 |
| 6    | 6  | Ryan Briscoe           | Team Penske                  |           | 1:18.5848 | 1:18.5865 | 1:19.0267 |
| 7    | 28 | Ryan Hunter-Reay       | Andretti Autosport           |           | 1:18.7057 | 1:18.6678 |           |
| 8    | 2  | Oriol Servià           | Newman/Haas Racing           | 1:18.8267 |           | 1:18.7142 |           |
| 9    | 3  | Hélio Castroneves      | Team Penske                  |           | 1:18.8263 | 1:18.7669 |           |
| 10   | 06 | James Hinchcliffe (R)  | Newman/Haas Racing           | 1:18.7077 |           | 1:18.9323 |           |
| 11   | 82 | Tony Kanaan            | KV Racing Technology - Lotus | 1:18.9018 |           | 1:19.0190 |           |
| 12   | 19 | Sebastien Bourdais     | Dale Coyne Racing            |           | 1:18.9165 | 1:19.3802 |           |
| 13   | 38 | Graham Rahal           | Chip Ganassi Racing          | 1:19.0682 |           |           |           |
| 14   | 14 | Vitor Meira            | A. J. Foyt Enterprises       |           | 1:18.9781 |           |           |
| 15   | 22 | Justin Wilson          | Dreyer & Reinbold Racing     | 1:19.0732 |           |           |           |
| 16   | 78 | Simona de Silvestro    | HVM Racing                   |           | 1:19.2084 |           |           |
| 17   | 77 | Alex Tagliani          | Sam Schmidt Motorsports      | 1:19.1329 |           |           |           |
| 18   | 18 | James Jakes (R)        | Dale Coyne Racing            |           | 1:19.3533 |           |           |
| 19   | 26 | Marco Andretti         | Andretti Autosport           | 1:19.6204 |           |           |           |
| 20   | 27 | Mike Conway            | Andretti Autosport           |           | 1:19.4007 |           |           |
| 21   | 83 | Charlie Kimball (R)    | Chip Ganassi Racing          | 1:20.0348 |           |           |           |
| 22   | 7  | Danica Patrick         | Andretti Autosport           |           | 1:19.4713 |           |           |
| 23   | 24 | Ana Beatriz (R)        | Dreyer & Reinbold Racing     | 1:20.3224 |           |           |           |
| 24   | 4  | J. R. Hildebrand (R)   | Panther Racing               |           | 1:19.5237 |           |           |
| 25   | 8  | Paul Tracy             | Dragon Racing                | 1:20.4836 |           |           |           |
| 26   | 34 | Sebastian Saavedra (R) | Conquest Racing              |           | 1:19.7200 |           |           |

- (R) - Rookie

### Corrida
| Pos                        | Nº | Piloto                 | Equipe                       | Voltas | Tempo        | Largada | Voltas na Liderança | Pontos |
| -------------------------- | -- | ---------------------- | ---------------------------- | ------ | ------------ | ------- | ------------------- | ------ |
| 1                          | 12 | Will Power             | Team Penske                  | 80     | 1:57:22.5177 | 2       | 57                  | 52     |
| 2                          | 3  | Hélio Castroneves      | Team Penske                  | 80     | +0.8089      | 9       | 1                   | 40     |
| 3                          | 10 | Dario Franchitti       | Chip Ganassi Racing          | 80     | +1.1735      | 4       | 2                   | 35     |
| 4                          | 82 | Tony Kanaan            | KV Racing Technology - Lotus | 80     | +11.1507     | 11      | 0                   | 32     |
| 5                          | 22 | Justin Wilson          | Dreyer & Reinbold Racing     | 80     | +11.7835     | 15      | 0                   | 30     |
| 6                          | 19 | Sebastien Bourdais     | Dale Coyne Racing            | 80     | +12.6681     | 12      | 0                   | 28     |
| 7                          | 28 | Ryan Hunter-Reay       | Andretti Autosport           | 80     | +18.0259     | 7       | 0                   | 26     |
| 8                          | 27 | Mike Conway            | Andretti Autosport           | 80     | +18.3563     | 20      | 2                   | 24     |
| 9                          | 7  | Danica Patrick         | Andretti Autosport           | 80     | +21.0430     | 22      | 0                   | 22     |
| 10                         | 6  | Ryan Briscoe           | Team Penske                  | 80     | +31.1578     | 6       | 0                   | 20     |
| 11                         | 4  | J. R. Hildebrand (R)   | Panther Racing               | 80     | +35.5404     | 24      | 0                   | 19     |
| 12                         | 14 | Vitor Meira            | A.J. Foyt Enterprises        | 80     | +37.5572     | 14      | 0                   | 18     |
| 13                         | 24 | Ana Beatriz (R)        | Dreyer & Reinbold Racing     | 80     | +1:07.2455   | 23      | 0                   | 17     |
| 14                         | 26 | Marco Andretti         | Andretti Autosport           | 80     | +1:10.2013   | 19      | 0                   | 16     |
| 15                         | 06 | James Hinchcliffe (R)  | Newman/Haas Racing           | 80     | +1:11.1179   | 10      | 0                   | 15     |
| 16                         | 34 | Sebastian Saavedra (R) | Conquest Racing              | 80     | +1:15.7811   | 26      | 0                   | 14     |
| 17                         | 77 | Alex Tagliani          | Sam Schmidt Motorsports      | 80     | +1:15.8866   | 17      | 0                   | 13     |
| 18                         | 18 | James Jakes (R)        | Dale Coyne Racing            | 80     | +1:16.1893   | 18      | 0                   | 12     |
| 19                         | 83 | Charlie Kimball (R)    | Chip Ganassi Racing          | 79     | +1 volta     | 21      | 0                   | 12     |
| 20                         | 59 | E. J. Viso             | KV Racing Technology - Lotus | 79     | +1 volta     | 5       | 0                   | 12     |
| 21                         | 5  | Takuma Sato            | KV Racing Technology - Lotus | 79     | +1 volta     | 1       | 18                  | 12     |
| 22                         | 2  | Oriol Servià           | Newman/Haas Racing           | 76     | +4 volta     | 8       | 0                   | 12     |
| 23                         | 9  | Scott Dixon            | Chip Ganassi Racing          | 74     | +6 volta     | 3       | 0                   | 13     |
| 24                         | 78 | Simona de Silvestro    | HVM Racing                   | 54     | Mecânico     | 16      | 0                   | 15     |
| 25                         | 38 | Graham Rahal           | Chip Ganassi Racing          | 0      | Contato      | 13      | 0                   | 10     |
| 26                         | 8  | Paul Tracy             | Dragon Racing                | 0      | Contato      | 25      | 0                   | 10     |
| Relatório[ligação inativa] |    |                        |                              |        |              |         |                     |        |

- (R) - Rookie

## Tabela do campeonato após a corrida
Observe que somente as dez primeiras posições estão incluídas na tabela.
| Pos | Var     | Piloto           | Pontos |
| --- | ------- | ---------------- | ------ |
| 1   | Estável | Dario Franchitti | 388    |
| 2   | Estável | Will Power       | 350    |
| 3   | Estável | Scott Dixon      | 282    |
| 4   | Aumento | Tony Kanaan      | 253    |
| 5   | Baixa   | Oriol Servià     | 246    |

| Pos | Var     | Piloto               | Pontos |
| --- | ------- | -------------------- | ------ |
| 6   | Estável | Ryan Briscoe         | 239    |
| 7   | Estável | Marco Andretti       | 232    |
| 8   | Estável | Graham Rahal         | 218    |
| 9   | Aumento | Hélio Castroneves    | 212    |
| 10  | Baixa   | J. R. Hildebrand (R) | 212    |